# Szent Anna-templom (Miskolc)
A Szent Anna-templom (más néven Vöröstemplom vagy Verestemplom) Miskolc egyik római katolikus temploma, amely a Szent Anna téren áll.

## Története
Miskolc akkori felsővárosának lakossága már 1802-ben szeretett volna egy római katolikus templomot és iskolát a területen. A segítséget a diósgyőri uradalomtól várták, de az engedélyt nem kapták meg. Később a kincstár elkészíttetett egy tervet, amivel bár helyiek nem voltak megelégedve, és Kun János miskolci építőmester is készített egy „ellentervet”, az építkezés az eredeti tervek szerint indult el. Az alapkőletétel 1816. július 21-én megtörtént. Az építkezés eléggé lassan haladt, a falakkal 1818 nyarára értek el a tetőszintig, de az iskolát már 1816-ban átadták. A templom berendezése is vontatottan haladt, 1820-ig tartott. A felszentelésre végül 1823. augusztus 3-án került sor, a parókia pedig 1826-ra épült fel. 
A templom jellegzetessége volt az élénk piros színre festett zsindelytetőzet, aminek nyomán a helyiek „verestemplom”-ként vagy „vöröstemplom"-ként emlegették. A toronyban – Miskolcon valószínűleg elsőként – már ekkor volt egy óra, amelynek az volt az érdekessége, hogy a számlapja nem fehér alapon fekete, hanem fekete alapon fehér színt kapott. A templomnak három harangja volt: az 500 fontos Szent Anna-harang, a 250 fontos, Jézust ábrázoló harang, a harmadikon Szent Anna és Szent József képe volt látható, ez 126 fontos volt. Az első világháború alatt két harangot rekviráltak, csak a középső menekült meg műemléki védettsége miatt.
A tornyot 1924-ben, a hívek megelégedésére átépítették, megmagasították, majd 1926. július 27-én elhelyezték benne az újraöntött harangokat, Seltenhaffer Frigyes soproni mester munkáit (egy 555 kilogrammos, G hangú, egy 275,5 kg-os H hangú és egy D hangú, 158,5 kg-os harangot).
1948-ban Takács István belül kifestette a templomot, az 1960-as években felújították, 1973-ban bevezették a gázfűtést, majd 2005–2006-ban a födémszerkezet is megújult.

## Leírása
A templom klasszicizáló késő barokk stílusú, oltára és szószéke késő klasszicista. Déli főhomlokzatának a középső része rizalitszerűen enyhén előreugrik, szélein dór pilaszterekkel, melyek párkányzatot tartanak. A rizalit kissé bemélyedő középrészén nyílik a templom kőkeretes, konzolos szemöldökpárkánnyal díszített főbejárata. A templomnak ezen kívül még két bejárata van, a keleti és nyugati oldalon. A főbejárat felett félköríves, zárókővel díszített ablak található. A templom főpárkánya felett íves féloromzatok hajlanak az övpárkányhoz, amelyen a templom tornya helyezkedik el. Dór saroklizénákkal közrefogott oldalain félkörös záródású, barokk keretelésű zsalus harangablakok nyílnak. (Az északi oldalon a magas tetőzet miatt nincs ablaknyílás.) A lizénák tartják az órapárkányt, majd a felette elhelyezkedő óraíves, erőteljesen profilált párkányon emelkedik a párnatagos, lejtős bádogsisak, csúcsán réz latin kereszt. A templom hajója kétboltszakaszos, és csehsüvegboltozatok fedik. Szentélye egyenes záródású, melynek két oldalához sekrestyék csatlakoznak. Főoltára klasszicista stílusú és korinthoszi oszlopokkal szegélyezett. Az oltár képe 19. századi ismeretlen festő Szent Annát ábrázoló műve. Orgonája Angster József gyárának műve (1894), amelyet később átalakítottak.

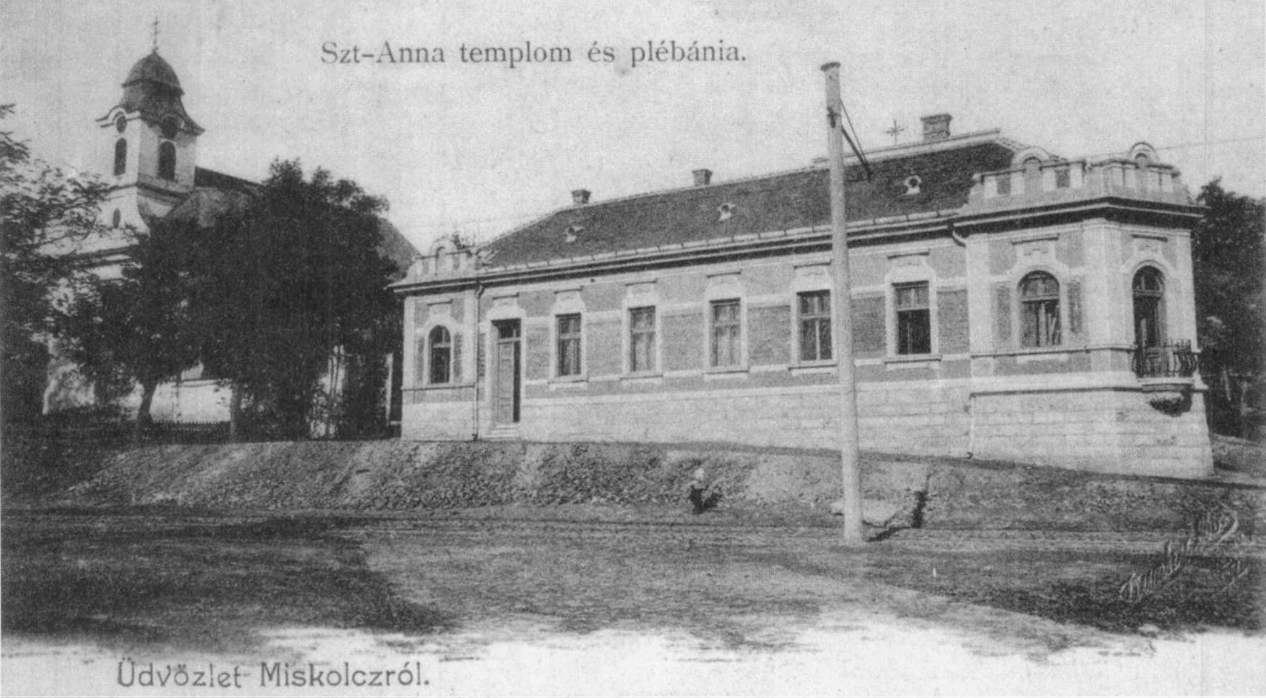
A templom és parókia 1908-ban
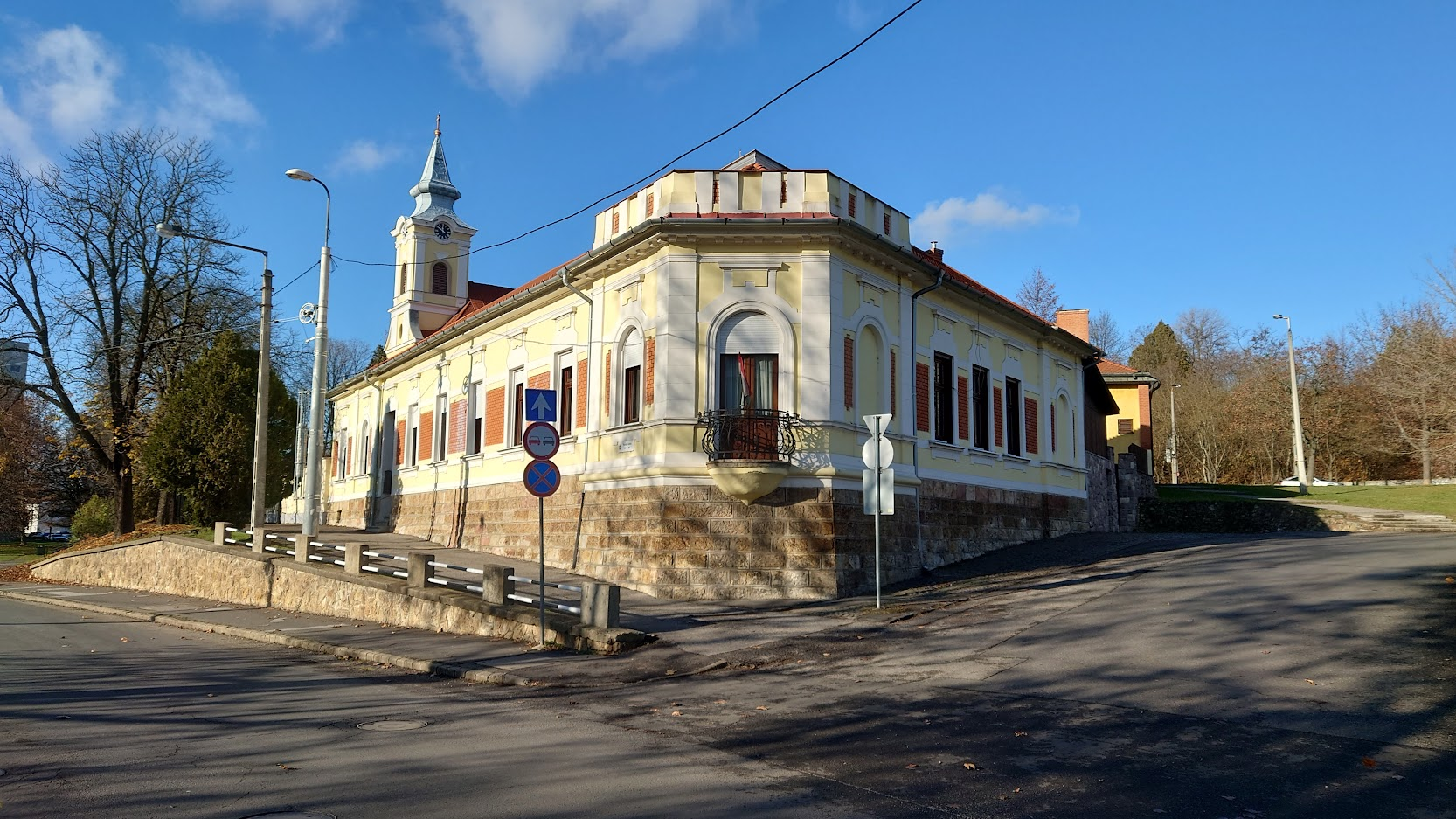
2022-ben
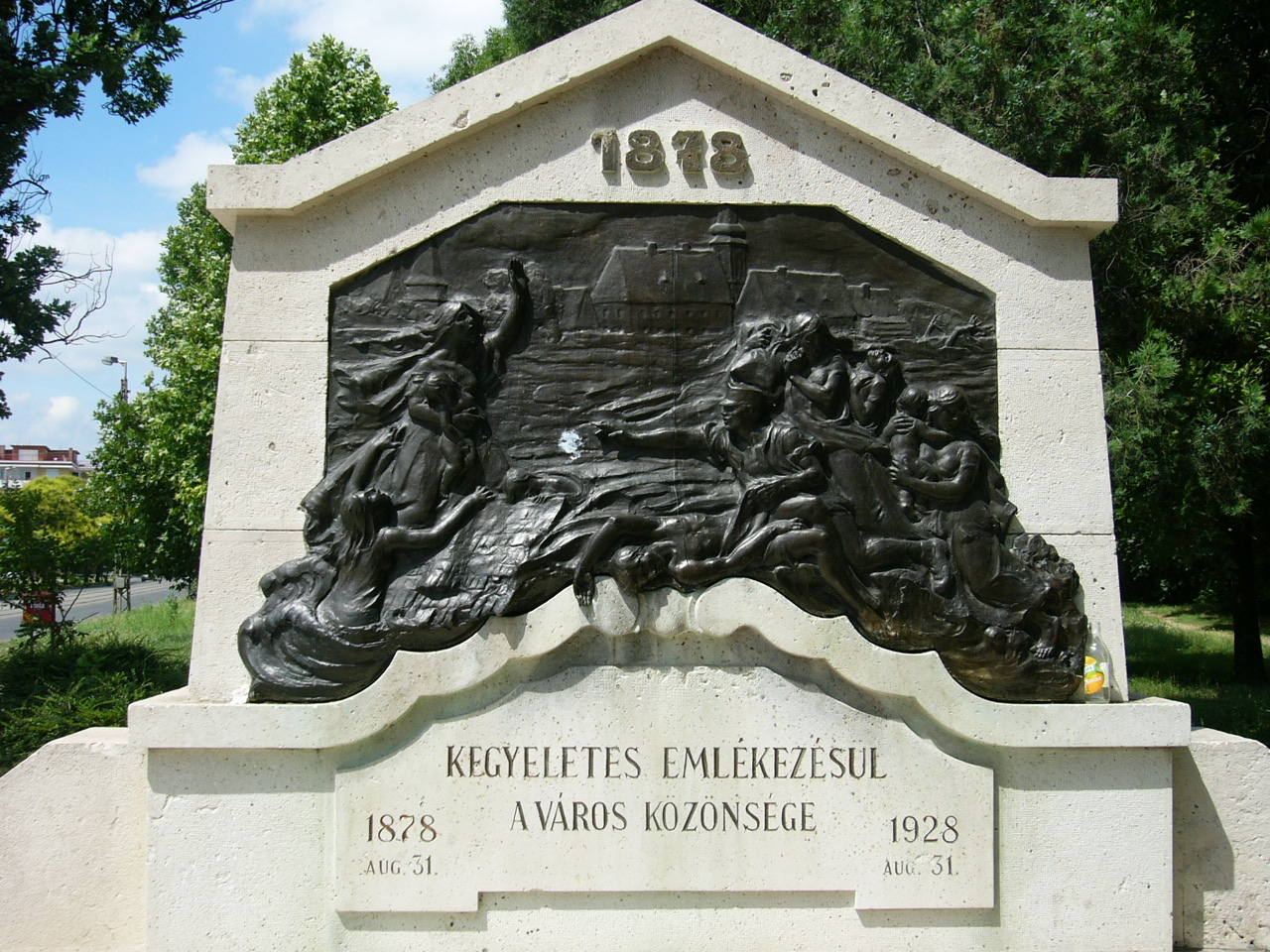
Az árvízi emlékmű, Gárdos Aladár alkotása

## Egyéb
- Köznyelvi nevét (Verestemplom) élénkvörös tetőzsindelyeiről nyerte, melyet a 20. század elején palára cseréltek. A legutóbbi felújítási munkáknak köszönhetően a templom fedése az egykori színt idézi.
- A templom temetőjében nyugszik Déryné Széppataki Róza, valamint Munkácsy Mihály nővére, Lieb Cecília.
- A templomnál volt az első miskolci villamos egyik végállomása 1897-től 1905-ig, valamint a lillafüredi kisvasút végállomása 1973-ig.
- A templom előtt áll az 1928-ban állított 1878-as árvízi emlékmű, Gárdos Aladár alkotása.